# 多度町
多度町（たどちょう）は、三重県北部に位置していた町。2004年12月6日に桑名市・長島町と合併し新しい桑名市となり廃止された。ただし、「多度町」の名称は連結地名の形で現在も存続している。

## 地理
町の東に揖斐川が流れ、北には養老山地の南端である多度山を擁し、町の面積である4758haのうち2439haが林野を占めていた。

### 隣接していた自治体
- 桑名市
- いなべ市
- 員弁郡東員町
- 桑名郡長島町
- 岐阜県海津郡南濃町、海津町

## 歴史
- 1889年（明治22年）4月1日 - 町村制の施行により、肱江村・小山村・戸津村・多度村・柚井村の区域をもって多度村が発足。
- 1954年（昭和29年）8月1日 - 多度村が町制施行して多度町となる。
- 1955年（昭和30年）1月8日 - 野代村・古浜村・古美村・七取村と合併し、改めて多度町が発足。
- 2004年（平成16年）12月6日 - 桑名市・長島町と合併し、改めて桑名市が発足。同日多度町廃止。

## 主な企業・工場
- 株式会社NTN 多度製作所
- 株式会社NTN 三重製品センター
- 北勢運送株式会社 本社

## 教育
中学校
- 多度中学校

小学校
- 多度中小学校
- 多度北小学校
- 多度東小学校
- 多度青葉小学校

図書館
- 多度町立図書館（ふるさと多度文学館）

## 交通

### 鉄道
- 近畿日本鉄道（桑名市合併前当時）
  - 養老線：下野代駅 - 多度駅

### 道路
一般国道
- 国道258号（大桑国道）

主要地方道
- 三重県道5号北勢多度線
- 岐阜県道・三重県道23号北方多度線
- 三重県道26号四日市多度線

一般県道
- 三重県道117号多度長島線
- 愛知県道・岐阜県道・三重県道125号佐屋多度線
- 三重県道148号御衣野北猪飼線
- 三重県道149号御衣野下野代線
- 三重県道611号大泉多度線
- 三重県道612号多度東員線

## 名所・旧跡・観光スポット・祭事・催事

### 名所・旧跡
- 多度大社
- 多度山・多度山上遊園地
- 多度峡・天然プール
- 瑠璃光寺

### レジャー
- アイリスパークみぞの

### 祭事・催事
- 多度祭り（上げ馬神事）：5月4日、5日
- 流鏑馬祭り：11月23日

## 出身者
- 伊藤徳宇[2] - 政治家